# 방금철
방금철(方金哲, 1981년 11월 11일~)은 조선민주주의인민공화국의 역도 선수이다. 2009년 아시아 역도 선수권 대회에서 은메달 2개와 동메달 1개를 획득했으며, 2010년 아시안 게임에서 금메달을 획득했다. 이후에도 2011년 아시아 역도 선수권 대회에서 메달을 두 번 획득했다.